# Nishio Tadakata
Nishio Tadakata est un nom japonais traditionnel ; le nom de famille (ou le nom d'école), Nishio, précède donc le prénom (ou le nom d'artiste).
Nishio Tadakata (西尾 忠固, 1811 - 18 juin 1857) est  un daimyō de la fin de l'époque d'Edo, à la tête du domaine de Yokosuka dans la province de Tōtōmi.

## Biographie
Tadakata est le quatrième fils de Nishio Tadayoshi et succède à son père comme chef du clan Nishio et daimyō de Yokosuka en 1829. Sa femme est une fille de Matsudaira Muneakira, daimyō du domaine de Miyazu dans la province de Tango, mais ils n'ont pas d'enfants. Il se retire pour raison de santé en 1843, et transmet la psition de chef du clan à son fils adopté, Tadasaka. Tadakata décède au château de Yokosuka le 18 juin 1857 à l'âge de 46 ans. Sa tombe se trouve au Ryumin-ji, temple du clan Nishio situé dans l'actuelle ville de Kakegawa.

## Source
- (en) Cet article est partiellement ou en totalité issu de l’article de Wikipédia en anglais intitulé « Nishio Tadakata » (voir la liste des auteurs).